# Hacran Dias
Hacran Dias, född 16 maj 1984 i Rio de Janeiro, är en brasiliansk MMA-utövare som sedan 2012 tävlar i organisationen Ultimate Fighting Championship.